# American Gothic (serie televisiva 1995)
American Gothic è una serie televisiva dai toni drammatici tendenti all'horror prodotto dalla CBS e creato da Shaun Cassidy. Andato in onda in Italia nel 1997.
Ambientato nella cittadina fittizia di Trinity, nella Carolina del Sud (Stati Uniti) è stato interpretato da Gary Cole (sceriffo Lucas Buck) e Lucas Black (Caleb Temple, un bambino sensitivo). Nel telefilm assistiamo allo scontro tra il bene e il male (incarnato nello sceriffo) in una tipica cittadina americana di periferia con sviluppi sovrannaturali.

## Storia della serie
Sono stati trasmessi in televisione soltanto 18 episodi su 22 per lo scarso interesse riscosso tra il pubblico, questo naturalmente ha fatto insorgere moltissimi fan che chiedevano che almeno la serie fosse conclusa. Alcune voci di corridoio affermano persino che nella stessa CBS ci fosse qualcuno che chiedeva la cancellazione della serie fin da prima della messa in onda.
In Italia la serie ha subito la stessa sorte, andando in onda su Italia Uno in tarda serata durante l'estate e mai più ritrasmessa.
Nell'ottobre 2005 è uscito in USA il cofanetto contenente l'intera prima stagione.
Ma il pessimo trattamento riservato alla serie è stato mantenuto anche nella versione in DVD. Gli episodi sono stati inseriti in ordine casuale (ovvero lo stesso ordine in cui sono andate in onda) compromettendo la linearità della serie. Infatti gli episodi finali (21 e 22) sono il 18 e 19 nel cofanetto e gli episodi mai andati in onda sono inseriti subito dopo.

## Personaggi e interpreti
- Brenda Bakke - Selena Coombs
- Lucas Black - Caleb Temple
- Gary Cole - Lucas Buck
- John Mese - Dr. Billy Peale
- Sarah Paulson - Merlyn Temple
- Nick Searcy - Ben Healy
- Paige Turco - Gail Emory
- Jake Weber - Dr. Matt Crower

## Produttori
- Sam Raimi - produttore esecutivo
- Robert G. Tapert - produttore esecutivo

## Lista degli episodi
1. Pilot (parte 1)
2. A Tree Grows in Trinity (parte 2)
3. Eye of the Beholder (parte 3)
4. Damned If You Don't
5. Dead to the World
6. Potato Boy
7. Meet the Beetles
8. Strong Arm of the Law
9. To Hell and Back
10. The Beast Within
11. Rebirth
12. Ring of Fire
13. Resurrector
14. Inhumanitas
15. The Plague Sower
16. Doctor Death Takes a Holiday
17. Learning to Crawl
18. Echo of Your Last Goodbye
19. Triangle
20. Strangler
21. The Buck Stops Here (parte 1)
22. Requiem (parte 2)